# Мандаліка (курортна зона)
8°53′40″ пд. ш. 116°17′29″ сх. д. / 8.894477° пд. ш. 116.291374° сх. д.
Мандаліка — прибережна курортна зона в регіоні Центральний Ломбок, Західна Південно-Східна Нуса, Індонезія.
Мандаліка має статус особливої економічної зони (Kawasan Ekonomi Khusus / KEK), яка простягається на 1035,67 га південного узбережжя острова Ломбок. Мандаліка розташована за 17 км від міжнародного аеропорту та приблизно за 50 км від центру міста Матарам, столиці провінції. Курортна зона була урочисто відкрита президентом Індонезії Джоко Відодо 20 жовтня 2017 року

## Історія
У 2007 році уряд Індонезії продав Мандаліку Дубайській Корпорації Розвитку (Dubai Development Corporation) за 240 мільйонів доларів США. Через світову фінансову кризу в 2008 році фінансування скоротилося, тому Емірати не мали іншого вибору, окрім як повернути Мандаліку уряду Індонезії за половину купівельної ціни. 21 жовтня 2011 року тодішній президент Індонезії Сусіло Бамбанг Юдхойоно взяв участь у церемонії закладання першого каменю проекту Мандаліка.
Під час церемонії було підписано шість меморандумів про взаєморозуміння (MoU) щодо розвитку курортної зони. Пропозиція щодо надання статусу спеціальної економічної зони ґрунтувалася на Законі № 30/2011 про положення про спеціальні економічні зони та включена до Постанови Уряду № 2/2011 (про запровадження спеціальних економічних зон). У 2018 році уряд Катару підписав меморандум про взаєморозуміння щодо інвестування 500 мільйонів доларів США у цю територію.

## Перегонна траса
Автодром "Мандаліка", місце проведення чемпіонату світу з мотоциклетних перегонів MotoGP та супербайку, буде побудований компанією Vinci Grand Projects. Спортивний кластер і розважальний проект площею 120 гектарів з часом включатиме будівництво готелів та інших об'єктів. В рамках природоохоронних заходів, рослинність, яка створює фон для курортної зони Mandalika Resort, буде відведена як природоохоронна територія площею понад 3000 га. Ця територія з багатьма місцевими видами буде доступна лише для видів діяльності з низьким рівнем впливу, таких як їзда на велосипеді або піші прогулянки, щоб мінімізувати шкоду для флори і фауни.
23 лютого 2019 року було оголошено, що автодром прийме Гран-прі Індонезії з мотоциклетних перегонів у 2021 році. Траса матиме довжину 4,320 кілометрів і 17 поворотів.
У квітні 2021 року було оголошено про завершення робіт з планування та облаштування траси, але без відповідної інфраструктури. Представники організаторів MotoGP™ (Dorna) проінспектували трасу, але на 2021 рік не було заплановано жодної гонки; проведення чемпіонату World Superbike все ще було можливим пізніше в цьому році, залежно від вимог карантину.
Проєкт зазнав жорсткої критики з боку Організації Об'єднаних Націй через повідомлення про те, що місцеві жителі були позбавлені своїх будинків, землі та засобів до існування.